# Karang Ampar
Karang Ampar is een bestuurslaag in het regentschap Aceh Tengah van de provincie Atjeh, Indonesië. Karang Ampar telt 376 inwoners (volkstelling 2010).